# 法定外公共物
法定外公共物（ほうていがいこうきょうぶつ）とは、道路法、河川法、下水道法、海岸法等の法令の適用または準用がなく、かつ登記上私権が設定されていない公共物のことをいう。
具体的には、里道、普通河川、水路、ため池等や、付属する堤塘がこれに当たる。ただし法定の地所や事物、例えば漁港法による漁港区域、漁港隣接地域、国有林の管理経営に関する法律による国有林の区域内にある里道・水路等は、それぞれの法が適用され維持管理されるため、法定外公共物ではない。
また、海浜地については港湾区域、港湾隣接地域、海岸保全区域など、海岸法による指定を受けていないその他の海岸が法定外公共物となっていたが、海岸法が改正され、一般公共海岸区域として都道府県知事が公共用財産として維持管理する定めとなったため、法定外公共物では無くなっている。
通常、法定外公共物はいずれも、公図上に地番が付されてない、すなわち登記されていないことが要件である。

## 概説
明治時代に、地租を課さない国有地として分類された。こうした土地の管理は大蔵省（現・財務省）が担ってきた。ただし、箇所が多い、個々の面積が小さい、場所の特定が難しいなどの理由により、財務省では管理しきれず、地域の実態に任されていた。このため、問題になる例も見られた。
その後、法定外公共物のうち里道・水路等の機能を有しているものは、地方分権推進計画に基づく2000年4月1日施行の地方分権一括法により、地元自治体（市町村）の申請に基づいて、2005年3月31日までに無償譲渡された。それ以外の機能を喪失しているものについては、2005年4月以降は国（財務局・財務事務所）が管理・売払いを行う。

## 赤線・赤道・里道
赤線（あかせん）は、道路法の適用のない法定外公共物である道路のこと。
従前の公図（及び公図作成前の字限図）において赤い線で表示されていたことから、赤線と名づけられた。赤道（あかみち、あかどう）、赤地（あかち）または里道（りどう）とも称される。

## 青線・青道
青線（あおせん）は、公共の用に供されている普通河川、小河川や水路、ため池であって、河川法、下水道法などの法令で管理が規定されている一級河川、二級河川、準用河川および雨水管渠以外のものを言う。
従前の公図（及び公図作成前の字限図）に青い線で表示されていたことから、青線と名付けられた。青道（あおみち、あおどう）、青地（あおち）とも称される。
公の管理に服さない用悪水路、井溝など、灌漑用水路も含まれる。
地籍調査が進んでいない地域の場合、土地の境界がはっきりしないため、周辺の地権者が埋め立てるなど転用している事例が多い。このため、災害発生時などには、責任の所在がはっきりせず問題となることがある。また、小河川は、地形の経年変化によって水が流れない個所もあり、場所の特定が難しい。

## 堤塘敷、土揚敷
前述の水路やため池等の堤防敷地を言う。従前の公図において茶色または薄墨色で着色されていた。いずれも地番は付されていない。

## 取得時効との関係
国有財産法第18条、地方自治法238条の4第1項、第3項により、法定外公共物など行政財産には私権は設定されず、故に取得時効は及ばないとする主張がある。法定外公共物を、長年に渡り、公然かつ平穏に自主占有して来た場合の権利関係が、問題となる。
判例では、次の場合および解釈により、法定外公共物（水路）への時効取得を認めている。
- 公共用財産が、長年の間事実上公の目的に供用されることなく放置され、公共用財産としての形態、機能を全く喪失している場合であること。
- その物のうえに他人の平穏かつ公然の占有が継続したが、そのため実際上公の目的が害されるようなこともなく、もはやその物を公共用財産として維持すべき理由がなくなっている場合であること。
- これらのような場合には、公共用財産については、黙示的に公用が廃止されたものと解する。
- よって取得時効の成立を妨げないものと解する。

なお、通説および国側の主張としては、自主占有を開始した時点で、公共用財産が、既に上記列挙の要件に示す状態（既に黙示の公用廃止）であることが必要であるとしている。詳細は取得時効_(日本法)を参照。